# Rupes
Rupes (plurale: rupēs) è un termine latino che indica una scarpata; è utilizzato in esogeologia per indicare formazioni geologiche simili a scoscendimenti relativamente rettilinei presenti su pianeti o altri corpi celesti. Il nome è stato assegnato a strutture presenti sulla Luna, su Mercurio, su Venere, su Marte e sui satelliti di Urano Miranda e Titania. Sulla Luna è particolarmente celebre la Rupes Recta, cui l'autrice italiana Clelia Farris ha intitolato un romanzo di fantascienza.